# Kyjevské knížectví
Kyjevské knížectví (starorusky Киевское кънѧжьство) byl středověký státní útvar s centrem ve městě Kyjevě a rozprostírající se na území mezi řekami Dněpr, Sluč, Ros a Pripjať, které bylo jádrem Kyjevské Rusi, dnes jsou tyto oblasti součástí Ukrajiny a jihovýchodní části Běloruska. Po rozpadu Kyjevské Rusi a vyplenění Kyjeva Mongoly roku 1240 nabylo knížectví samostatnosti, ale ztrácelo na významu a stávalo se součástí jiných státních celků. Ve 14. století bylo jako mnohá jiná ruská knížectví pod nadvládou mongolsko-tatarské Zlaté hordy. Roku 1471 zemřel poslední kníže Simeon Olelkovič, následně bylo anektováno Litevským velkoknižectvím.

## Geografie
Na severu hraničilo s Pinským knížectvím, na východě s Černigovským a Perejaslavským knížectvím, na západě s Vladimirsko-volyňským knížectvím a jih země obklopovaly polovské stepi.

## Historie

### Rozpad Kyjevské Rusi
Od konce 9. století do 10. století tvořilo Kyjevské knížectví centrum moci Kyjevské Rusi. Během vlády Vladimíra I., který několika později odděleným knížectvím udělil statut polosamostatnosti, se stalo jádrem budoucího Moskevského velkoknížectví. Kyjev se totiž stal duchovním centrem a rezidencí moskevského metropolity. Po smrti Mstislava Velikého v roce 1132 se Kyjevská Rus rozpadla a Kyjevské knížectví se osamostatnilo.

### Kyjevské knížectví
Po rozpadu Kyjevské Rusi už kníže nebyl vlastníkem všech ruských území, zůstal však hlavou feudální hierarchie a byl starším mezi ostatními knížaty. Právě tento fakt byl příčinou vážných sporů mezi různými dynastiemi Rurikovců, jehož se aktivně zúčastnila i mocná kyjevská šlechta a obchodně-řemeslnická vrstva obyvatelstva. Ale úloha Národního shromáždění (věče) začátkem 12. století zeslábla.

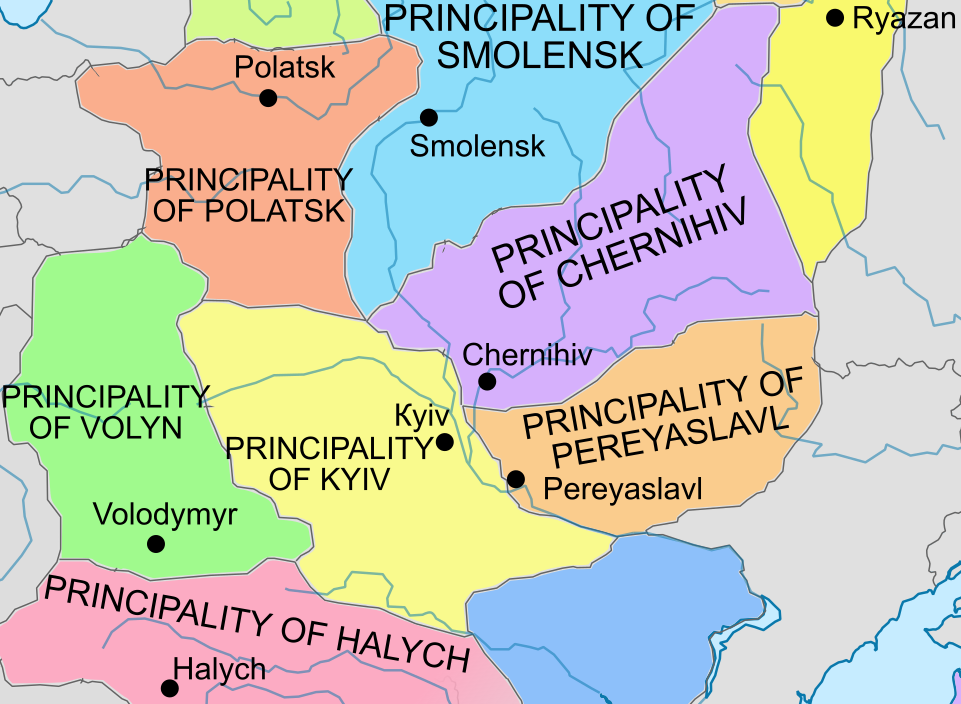
Knížectví (žlutá) v roce 1132

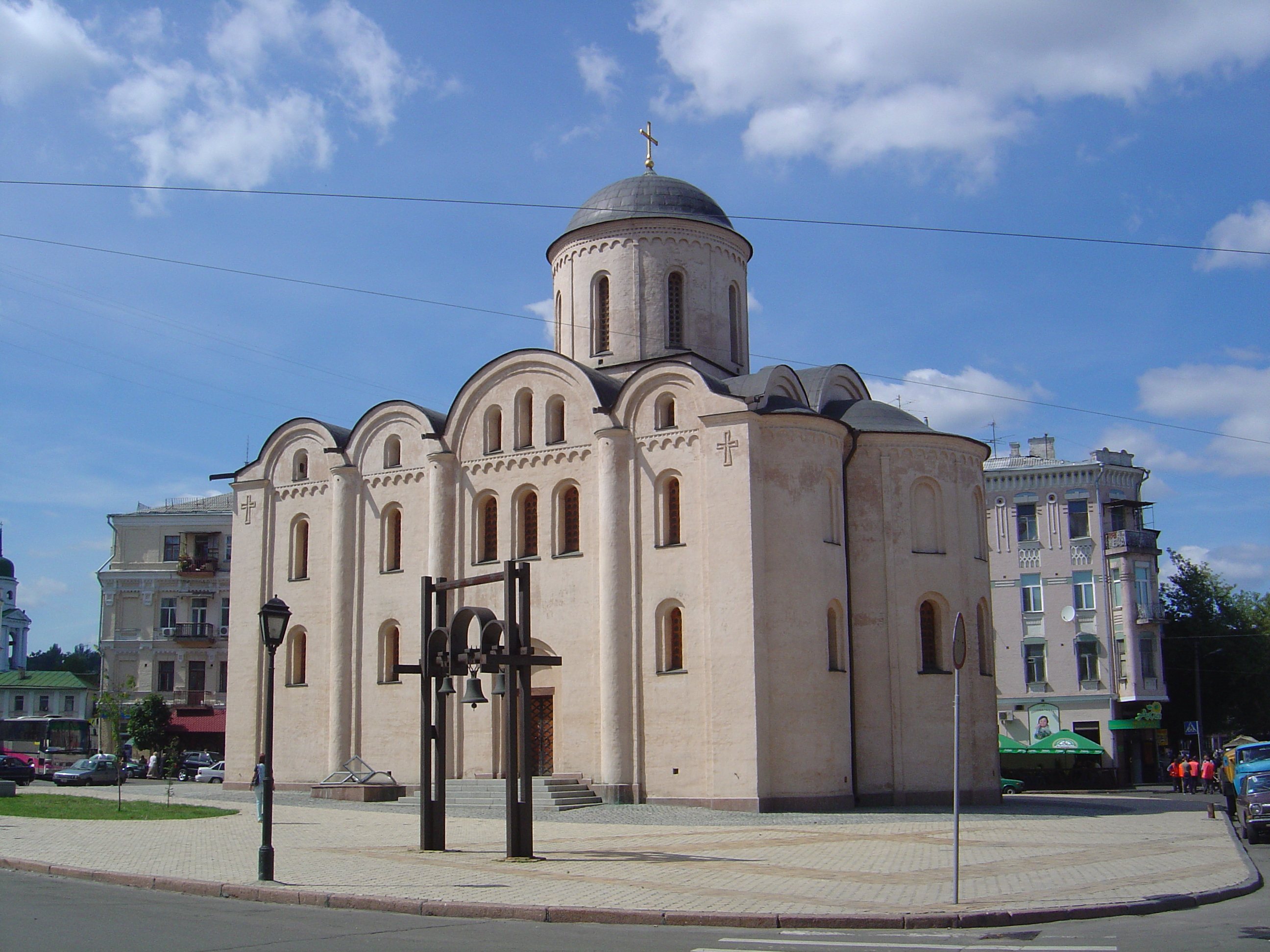
Zrekonstruovaný pravoslavný kostel v Kyjevě

Do roku 1139 byl trůn kyjevského knížectví v rukou dynastie Monomachovců. Mstislava Velikého na trůnu vystřídal jeho bratr Jaropolk II. (1132–1139) a Vjačeslav (1139). Po roce 1139 na kyjevském trůnu vládl černigovský kníže Vsevolod II. Olegovič z dynastie Olegovičů. Ale ani vláda nové dynastie nebyla dlouhá. Po smrti Vsevoloda II. Olegoviče místní šlechta, nespokojená s jmenováním Vsevolodova bratra Igora (1146), v roce 1146 dosadila na trůn Izjaslava Mstislaviče (1146–1149 a 1151–1154) – představitele starší větve Monomachovců.
Dne 13. srpna 1146 po porážce vojsk Igora a Svjatoslava Olegoviče si Izjaslav II. vydobyl trůn Kyjevského knížectví. Igor padl do zajetí, kde byl roku 1147 zabit.
V roce 1149 vstoupila do bojů o Kyjevské knížectví suzdalská větev Monomachovců zastoupená Jurijem Dlouhorukým. Po smrti Izjaslava II. a jeho spoluvládce Vjačeslava Vladimiroviče v roce 1154 se Juraj Dlhoruký stal až do své smrti v roce 1157 panovníkem kyjevského knížectví. Rozpory, které měla mezi sebou dynastie Monomachovců, pomohly Olegovičovcům revanšovat se. V květnu roku 1157 se na trůn dostal Izjaslav III. Davidovič (1157–1159). Jeho neúspěšný pokus získat území Haličského knížectví ho stál trůn, na který usedl smolenský kníže Rostislav Mstislavič (1159–1167) a posléze jeho příbuzný Mstislav II. Izjaslavič (1167–1169).

### Úpadek

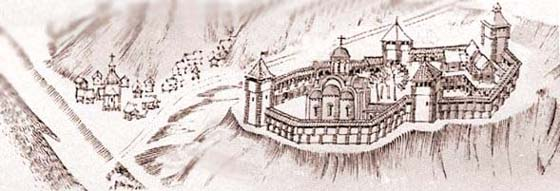
Starý Kyjev

V polovině 12. století politický význam Kyjevského knížectví upadl. Postupně se začalo rozpadat na menší části, z nichž v letech 1150–1170 vznikly Bělogradské, Vyšnohradské, Trepolské, Kanevské, Torčeské, Kotelničeské a Dorogobužské knížectví. Na severovýchodě a na jihozápadě vznikla dvě nová centra politického vlivu, která měla zájem o zisk statusu velkoknížectví – Rostovsko-suzdalské a Vladimirsko-volyňské knížectví. Kyjev již nebyl hlavním centrem ruských zemí. Knížata z těchto knížectví se již nesnažila podmanit si trůn kyjevského knížectví. Postupně si však Kyjev podřizovaly svým požadavkům.
V letech 1169–1174 Kyjevskému knížectví vládl Andrej I. Bogoljubský. V roce 1169 sesadil z trůnu Mstislava Izjaslaviče a předal vládu svému bratrovi Glebovi (1169–1171). Po Glebově smrti se v květnu 1171 na trůn dostal Vladimír Mstislavič, ale ten nečekaně obsadil jeho bratr Andrej Michalko. Andrej I. jej však donutil, aby přenechal trůn Romanovi I. Rastislavičovi (1171–1173 a 1175–1177). Ani on se však na trůnu dlouho neudržel. V roce 1172 ho Andrej I. Bogoljubský z trůnu sesadil a obsadil jej svým bratrem Vsevolodem III. Jurjevičem (Velké Hnízdo), který byl o rok později (1173) donucen utéci do Bělgorodu. Na trůn Kyjevského knížectví nastoupil Rurik II. Rostislavič (1173, 1180–1182, 1194–1202, 1203–1206 a 1207–1210).
Po smrti Andreje I. Bogoljubského v roce 1174 bylo Kyjevské knížectví pod kontrolou smolenského knížete Romana Rastislaviče (1171–1173 a 1175–1177). V roce 1176 byl v bitvě proti Polovcům poražen a byl nucen rezignovat na trůn. Toto využila knížata z rodu Olegovičů. Obyvatelé Kyjeva si za kníže svého knížectví zvolili Svjatoslava Vsevolodoviče Černigovského (1176–1181 a 1182–1194). Ani jemu se však nepodařilo oslabit vliv dynastie Rastislavičovců vládnoucích ve Smolenském knížectví. Po podpisu smlouvy s nimi byl Svjatoslav schopen porazit Polovce a oslabit jejich tlak na ruské území.

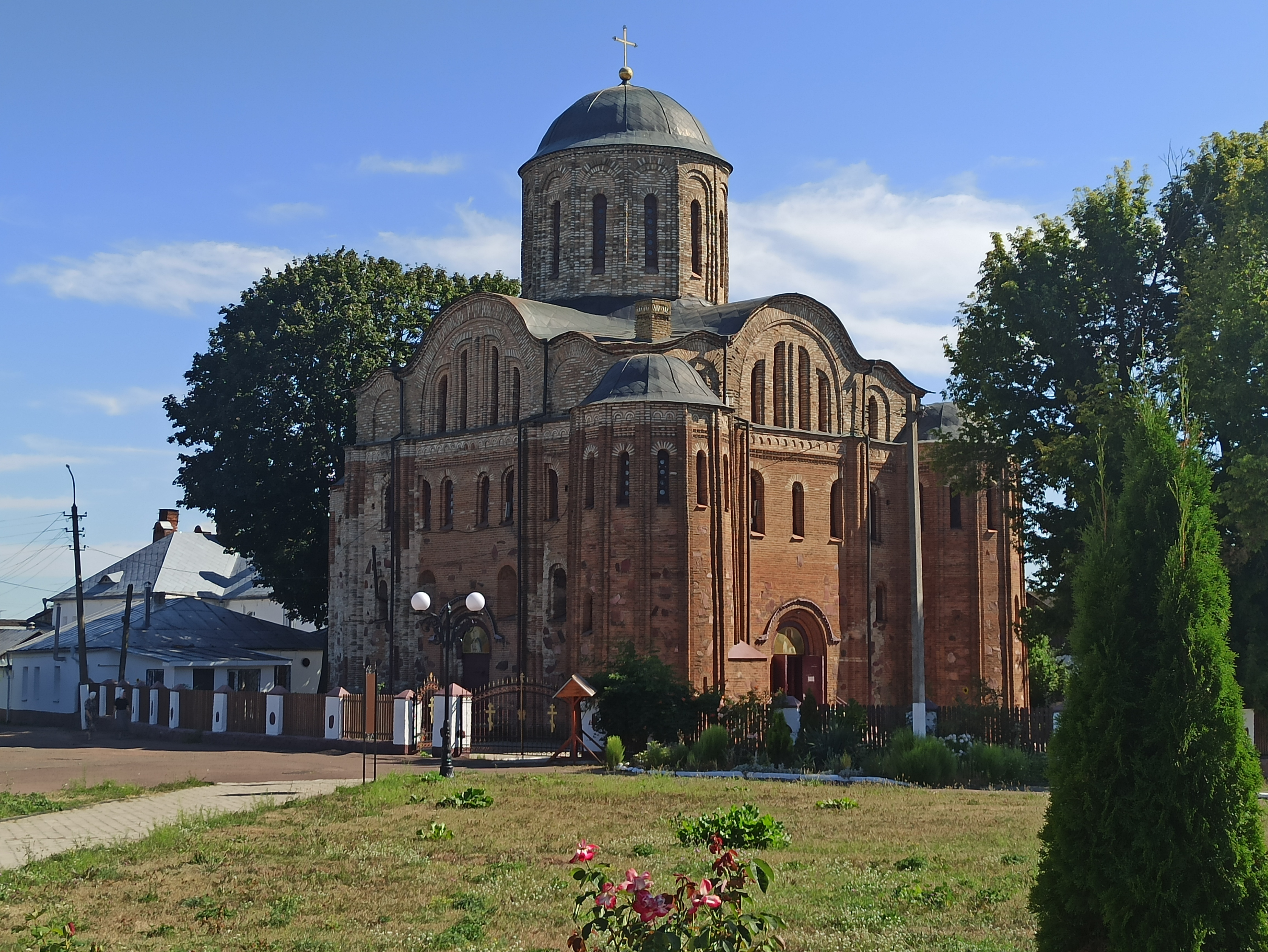
Kostel Vasila Blaženého v Ovruči, 1190

Po jeho smrti se v roce 1194 vrátil Rurik Rastislavič (1194–1202), ale již začátkem 13. století se Kyjev dostal pod vliv haličsko-volyňského knížete Romana Mstislaviče (1203–1205), který v roce 1202 sesadil Rurika z trůnu. Na volné místo jmenoval svého bratrance Ingvara I. Rastislaviče (1202 a 1214). V roce 1203 Rurik spolu s Polovci a černigovskými Olegoviči obsadil Kyjev a s pomocí diplomatické podpory vladimirského knížete Vsevoloda III. (Velké Hnízdo) si na několik měsíců udržel kyjevský trůn. V roce 1204 však během společného vojenského tažení knížat proti Polovcům byl Romanem II. Velikým zatčen a uvržen do kláštera. Na trůn Kyjevského knížectví se znovu dostal Ingvar I. Vsevolod III. se však dožadoval osvobození Rurika zpod rukou Romana Velikého a učinil ho kyjevským knížetem.
Po smrti Romana II. Velkého v říjnu 1205 se Rurik dostal z kláštera a obsadil Kyjev. Ve stejném roce (1205) ho napadl Vsevolod IV. Svjatoslavič (1206–1207 a 1210–1212). Jejich dlouholetý spor skončil kompromisem – Rurik uznal Vsevoloda knížetem a jako kompenzaci za tento krok získal Černigov.
Po Vsevolodově smrti se na kyjevském trůnu znovu usadili Rostislaviči: Mstislav III. Romanovič Starý (1212/1214–1219 a 1220–1223) a jeho bratranec Vladimir III. Rurikovič (1223–1235). V roce 1235 byl Vladimir III. v bitvě proti Polovcům poražen a padl do jejich zajetí. Knížetem Kyjevského knížectví se stal černigovský kníže Michal II. Vsevolodič (1238–1239 a 1241–1246) a pak Jaroslav III. Vsevolodovič (1236–1238) – syn Vsevoloda III. Jurjeviče (Velké Hnízdo). 

Mince knížete Vladimíra Olgerdoviče (1388–1392)

V letech 1239–1240 Kyjevskému knížectví vládli Michal II. Vsevolodovič Černigovský (1238–1239 a 1241–1246) a Rostislav III. Mstislavič Smolenský (1239). Před vpádem Tatarů se ocitl pod vlivem haličsko-volyňského knížete Daniila  Romanoviče Haličského. Na podzim roku 1240 oblehli Kyjev Mongolové a 6. prosince město obsadili a značně zplundrovali.  
Od roku 1240 bylo Kyjevské knížectví formálně závislé na vladimirských knížatech – Alexandru Něvském a Jaroslavu III. Jaroslaviči. Ve druhé polovině 13. století většina obyvatelstva migrovala do severní části Ruska. V roce 1299 bylo z Kyjeva do Vladimíru přeneseno sídlo metropolity ruské pravoslavné církve. V první polovině 14. století se oslabené Kyjevské knížectví stalo cílem litevské expanze. V roce 1362 za vlády litevského knížete Algirdase se po pořážce mongolsko-tatarské Zlaté hordy v bitvě u Modrých vod stalo Kyjevské knížectví součástí Litevského velkoknížectví.

## Obyvatelstvo a hospodářství
Obyvateli Kyjevského knížectví byly kmeny východních Slovanů, kteří se na úrodných půdách živili zemědělstvím, chovem dobytka, lovem, lovem ryb a včelařením. Už na počátku osídlování této oblasti se zde rozšířily mnohá řemesla jako hrnčířství, obuvnictví a těžba dřeva a železné rudy, která pozitivně ovlivnila rozvoj kovářství. Do oblasti se začaly dovážet mnohé druhy kovů – měď, olovo, stříbro a zlato. V okolí Kyjeva vznikla vlivná obchodnicko-řemeslnická vrstva obyvatelstva.
Územím Kyjevského knížectví vedla důležitá obchodní cesta od Baltského moře do Byzance (tzv. cesta od Varjagů k Řekům). Řekou Pripjať byla spojena s úmořím Visly a Němenu, Desnou s horním tokem Oky a řekou Sejm s oblastí Donu a Azovským mořem.